# Brzózki (przystanek kolejowy)
Brzózki – przystanek Warszawskiej Kolei Dojazdowej, położony przy ul. Łąkowej w Milanówku.
W roku 2022 dzienna wymiana pasażerska na przystanku wyniosła 100-149 osób.
| Linia | Trasa                                                                                             | Takt       |
| ----- | ------------------------------------------------------------------------------------------------- | ---------- |
|       | Warszawa Śródmieście WKD - Pruszków WKD - Podkowa Leśna Główna - Brzózki - Grodzisk Maz. Radońska | 15/60 min. |

## Opis przystanku

### Perony
Przystanek składa się z dwóch peronów bocznych posiadających jedną krawędź peronową. Na peronach znajdują się przeszklone wiaty przystankowe.

### Punkt sprzedaży biletów
Na peronie w stronę Warszawy znajduje się automat do sprzedaży biletów WKD.